# 大いなる自由
『大いなる自由』（おおいなるじゆう、Liberté grande）は、1947年に出版されたジュリアン・グラックの散文詩集。
その後、1951年、1958年、1969年に3回の増補が行われた。

## 概要
収録の散文詩のうち、大半は『陰鬱な美青年』と『シルトの岸辺』の間、すなわち1941年11月から1942年6月に書かれた。残りは1947年前後に書かれている。
ランボーの散文詩「街」"Ville"の一節がエピグラフに掲げられ、それに対応するように、「都市計画に活を入れるために」といった都市や郊外を主題とする詩が多く集められている。
日本では、詩人の天沢退二郎による初訳が1964年に、新版が1987年に出版された（ともに思潮社）。